# Горго-аль-Монтикано
Горго-аль-Монтикано (итал. Gorgo al Monticano, вен. Gorgo al Montegan) — коммуна в Италии, находится в провинции Тревизо области Венеция.
Население составляет 3977 человек, плотность населения составляет 147 чел./км². Занимает площадь 27 км². Почтовый индекс — 31040. Телефонный код — 0422.
Покровителями коммуны почитаются святые Ипполит и Кассиан, празднование 13 августа. 